# Municipio de Grant (condado de Newton)
El municipio de Grant (en inglés: Grant Township) es un municipio ubicado en el condado de Newton en el estado estadounidense de Indiana. En el año 2010 tenía una población de 1189 habitantes y una densidad poblacional de 12,92 personas por km².

## Geografía
El municipio de Grant se encuentra ubicado en las coordenadas 40°46′46″N 87°19′29″O / 40.77944, -87.32472. Según la Oficina del Censo de los Estados Unidos, el municipio tiene una superficie total de 91.99 km², de la cual 91,99 km² corresponden a tierra firme y (0 %) 0 km² es agua.

## Demografía
Según el censo de 2010, había 1189 personas residiendo en el municipio de Grant. La densidad de población era de 12,92 hab./km². De los 1189 habitantes, el municipio de Grant estaba compuesto por el 97,22 % blancos, el 0,59 % eran afroamericanos, el 0,34 % eran amerindios, el 0,08 % eran asiáticos, el 0,76 % eran de otras razas y el 1,01 % eran de una mezcla de razas. Del total de la población el 2,44 % eran hispanos o latinos de cualquier raza.